# De la division du travail social
 (décembre 2018).
De la division du travail social a été publié en 1893 par Émile Durkheim, sociologue français, considéré comme le père fondateur de la sociologie française et, même dans le monde. Cet ouvrage, issu de son travail de thèse, est encore aujourd’hui une référence dans le champ de la sociologie.
À l’origine de ce texte, une inquiétude – qui parcourra l'ensemble de l’œuvre de Durkheim – sur la cohésion sociale dans nos sociétés modernes en cette période d’industrialisation et d’urbanisation. Durkheim constate, fin XIXe siècle, que les individus sont de plus en plus différenciés, que les consciences individuelles s’autonomisent de façon croissante. Comment, dans ce contexte de montée de l’individualisme, la cohésion sociale peut-elle être préservée ?
Dans cette thèse sur le lien social, Durkheim s’attache à répondre à ce questionnement et, dès l’introduction, il avance une amorce d’explication : dans le même temps que les individus se différencient de plus en plus, la division du travail progresse et ce, dans toutes les sphères de la vie sociale (économie, administration, justice, science, etc.). La spécialisation, la différenciation accrue des individus entre eux les rend de facto interdépendants. La division du travail est en réalité source de solidarité sociale, de cohésion sociale : dans le même temps qu’elle différencie les individus, elle les rend complémentaires et c'est pourquoi, selon Durkheim, elle est morale – elle contraint les individus à vivre ensemble. Avec l’accroissement de la division du travail, on assiste à une transformation du lien social et de la solidarité sociale qui accompagne.

## La fonction de la division du travail
Emile Durkheim analyse, dans la première partie de son ouvrage, qu’avec la division du travail social, on passe d’une société traditionnelle à une société moderne où les individus ne sont plus liés entre eux du fait de leurs similitudes (solidarité mécanique), mais rendus interdépendants du fait de leur différenciation accrue : en les spécialisant, la division du travail les rend de fait interdépendants, c’est ici que Durkheim introduit la notion de solidarité organique (les individus sont différents et interdépendants, à l’image des différentes fonctions du corps humain).
La fonction de la division du travail n’est donc pas tant économique que sociale. Sa fonction première n’est pas de permettre l’accroissement des gains de productivité et des rendements mais de rendre les individus interdépendants et solidaires. Son rôle est bien plus moral et social qu’économique selon Durkheim.
«  Nous sommes ainsi conduits à considérer la division du travail sous un nouvel aspect. Dans ce cas, en effet, les services économiques qu'elle peut rendre sont peu de chose à côté de l'effet moral qu'elle produit, et sa véritable fonction est de créer entre deux ou plusieurs personnes un sentiment de solidarité.  »
Pour Durkheim, dans le monde moderne, la femme a accaparé les fonctions affectives, et l'homme a les fonctions intellectuelles. Cela fondé sur la démonstration morphologique du Dr Le Bon, montrant que le crâne des hommes se développe et est plus gros, alors que le crâne des femmes est stationnaire voire régresse et est plus petit.

## Les causes et les conditions
Dans la deuxième partie de son ouvrage, Durkheim s’interroge sur les causes de la division du travail. La division du travail apparaît mécaniquement, selon lui, dans une société où la densité morale augmente – la population augmente et les échanges entre les individus également. Dans ce contexte d’industrialisation et d’urbanisation, la division du travail devient même pour lui une nécessité : au lieu de mettre les individus en concurrence, elle les rend interdépendants et complémentaires. Pour le dire autrement, elle accentue leur interdépendance et renforce les coopérations individuelles, à l'origine de la montée de la solidarité organique. Pour Durkheim, la division du travail constitue ainsi la seule solution pacifique à la vie en commun dans des sociétés dites modernes, industrialisées.
Certaines formes de division de travail peuvent néanmoins présenter des formes pathologiques et, dans ces moments, le risque est qu’elle ne produise plus de solidarité. Poussée trop loin, elle peut être source de désintégration sociale lorsque les individus – trop différenciés, trop spécialisés – ne se rendent plus compte de leur interdépendance. Peuvent se développer alors des formes de division du travail pathologiques et anormales (par exemple : les crises industrielles, les faillites, etc.). Elles résultent, outre la spécialisation accrue entre les individus, d’une absence ou de l’insuffisance de règles susceptibles d’assurer réglementation et régulation nécessaires à la cohésion sociale. Dans ce cas, Durkheim parle de formes de division du travail anomiques.
«  si la division du travail ne produit pas de solidarité, c'est que les relations des organes ne sont pas réglementées, c'est qu'elles sont dans un état d'anomie.  »